# Homaloptera manipurensis
Homaloptera manipurensis är en fiskart som beskrevs av Arunkumar, 1998. Homaloptera manipurensis ingår i släktet Homaloptera och familjen grönlingsfiskar. IUCN kategoriserar arten globalt som livskraftig. Inga underarter finns listade i Catalogue of Life.